# Isaac Boleslavsky
Isaac Boleslavsky (ukrainska: Ісаак Єфремович Болеславський, ryska: Исаак Ефремович Болеславский), född 9 juni 1919 i Zolotonosja, död 15 februari 1977 i Minsk, var en sovjetisk-judisk stormästare i schack.
Boleslavskys datter Tatiana var gift med David Bronstein.